# Tomohiro Katanosaka
Tomohiro Katanosaka (jap. 片野坂 知宏, Katanosaka Tomohiro; * 18. April 1971 in der Präfektur Kagoshima) ist ein ehemaliger japanischer Fußballspieler und -trainer.

## Karriere

### Spieler
Katanosaka erlernte das Fußballspielen in der Schulmannschaft der Kagoshima Jitsugyo High School. Seinen ersten Vertrag unterschrieb er 1990 bei Mazda. Der Verein spielte in der zweithöchsten Liga des Landes, der Japan Soccer League Division 2. 1990/91 wurde er mit dem Verein Vizemeister der Division 2 und stieg in die Division 1 auf. Mit Gründung der Profiliga J.League 1992 und der damit verbundenen Neuorganisation des japanischen Fußballs wurde Mazda zu Sanfrecce Hiroshima. 1994 wurde er mit dem Verein Vizemeister der J1 League. Im Juli 1995 wechselte er zum Ligakonkurrenten Kashiwa Reysol. 1999 gewann er mit dem Verein den J.League Cup. Für den Verein absolvierte er 103 Erstligaspiele. 2000 wechselte er zum Zweitligisten Ōita Trinita. Im August 2000 wurde er an den Erstligisten Gamba Osaka ausgeliehen. 2002 wurde er an den Erstligisten Vegalta Sendai ausgeliehen. 2003 kehrte er nach Ōita Trinita zurück. 2002 wurde er mit Oita Meister der J2 League und stieg in die J1 League auf. Ende 2003 beendete er seine Karriere als Fußballspieler.

## Erfolge

### Spieler
Sanfrecce Hiroshima
- Japanischer Vizemeister: 1994
- Japanischer Pokalfinalist: 1995

Kashiwa Reysol
- Japanischer Ligapokalsieger: 1999